# Space.com
Space.com es un sitio web de noticias sobre el espacio y astronomía. Sus noticias son habitualmente usadas por las grandes compañías de los medios de comunicación, como CNN, MSNBC, Yahoo! y USA Today. Fue fundado por Lou Dobbs y Rich Zahradnik, en julio de 1999. Dobbs, por esa época, era un presentador de noticias de la CNN, y tuvo que abandonar la empresa para ocupar el cargo de director ejecutivo de la nueva Space.com.